# توموهیرو ماتسوناگا
توموهیرو ماتسوناگا (انگلیسی: Tomohiro Matsunaga؛ زادهٔ ۲۷ ژوئن ۱۹۸۰) کشتی‌گیر پیشین اهل ژاپن در دستهٔ ۵۵ کیلوگرم کشتی آزاد است. ماتسوناگا برندهٔ مدال نقرهٔ المپیک ۲۰۰۸ پکن و مدال‌های طلا (۲۰۰۸) و برنز (۲۰۰۵) از مسابقات قهرمانی کشتی آسیا است.
ماتسوناگا ملی‌پوش ژاپن در دستهٔ ۵۵ کیلوگرم کشتی آزاد در المپیک ۲۰۰۸ پکن بود که در این مسابقات با پیروزی بر مدعیان این دسته از جمله سزار آکگل از ترکیه، دلشاد منصورف ازبکستانی و بسیک کودوخوف روس به فینال راه یافت اما در فینال به هنری سجودو آمریکایی باخت و به مدال نقره رسید.